# 利尼翁河畔费
利尼翁河畔费（法語：Fay-sur-Lignon，法語發音：[faj syʁ liɲɔ̃]）是法国上卢瓦尔省的一个市镇，位于该省东部，属于勒皮区。

## 地理
利尼翁河畔费（44°59'11"N, 4°13'35"E）面积13.24 平方千米，位于法国奥弗涅-罗讷-阿尔卑斯大区上盧瓦爾省，该省份为法国中南部省份，北起多姆山省和卢瓦尔省，西接康塔爾省，南至洛泽尔省，东临阿尔代什省。
与利尼翁河畔费接壤的市镇（或旧市镇、城区）包括：圣克莱芒、尚克洛斯、绍代罗勒、马泽圣瓦、圣弗龙、莱瓦斯特尔。
利尼翁河畔费的时区为UTC+01:00、UTC+02:00（夏令时）。

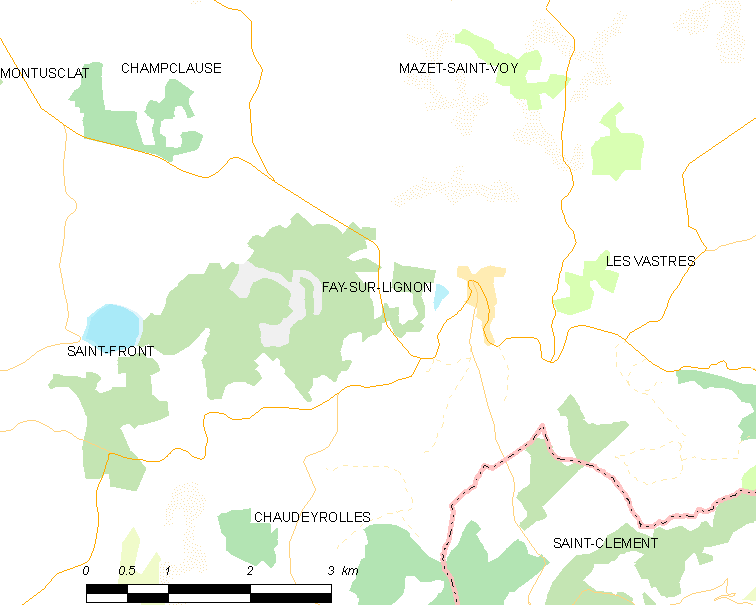
利尼翁河畔费的OSM定位图

## 行政
利尼翁河畔费的邮政编码为43430，INSEE市镇编码为43092。

## 政治
利尼翁河畔费所属的省级选区为梅藏县。

## 人口

1962-2008年间利尼翁河畔费人口变化图示

利尼翁河畔费于2022年1月1日时的人口数量为344人。